# AcetoneISO
AcetoneISO — свободное программное обеспечение для Linux, предназначенное для монтирования образов дисков и управления ими. Целью разработчиков было создать простую, интуитивно понятную, стабильную программу. Программа написана на Qt 4 и предназначена для тех, кому нужен DAEMON Tools под Linux. Тем не менее, AcetoneISO не эмулирует диски с любыми способами защиты от копирования при монтировании. AcetoneISO также поддерживает образы формата Direct Access Archive (.DAA), так как использует PowerISO как бэк-энд для конвертирования образов в ISO.

## Возможности
- Автоматическое монтирование ISO, BIN, MDF и NRG в каталог, указанный пользователем, без необходимости ввода пароля администратора. В настоящий момент поддерживаются только одно-трековые образы.
- Очистка CD-RW, DVD-RW и DVD-RW.
- Конвертирование образов в формат ISO, извлечение содержимого образов в каталог. Поддерживается форматы: .bin, .mdf, .nrg, .img, .daa, .dmg, .cdi, .b5i, .bwi, .pdi и другие.
- Воспроизведение образов DVD-видео с помощью Kaffeine / VLC / SMplayer. Поддерживается автоматическая загрузка обложек с Amazon.
- Создание ISO из каталога или CD/DVD.
- Резервное копирование CD-Audio в .bin-образ.
- Проверка MD5-суммы образа и/или генерация MD5 в текстовый файл.
- Вычисление ShaSums образов 128, 256 и 384 бит.
- Шифрование / дешифровка образов.
- Разделение на части / слияние образов.
- Сжатие образов в формат 7z.
- Снятие образов с PSX CD и сохранение в формат *.bin для последующего использования в эмуляторах ePSXe/pSX
- Восстановление утерянного файла CUE для образов *.bin *.img.
- Поддерживается стандарт El Torito для создания загрузочных образов.
- Создание базы данных для управления большой коллекцией образов.
- Извлечение файла Boot Image из CD/DVD или ISO.
- Включает простые утилиты для
  - Сохранения DVD-video в формат Xvid AVI
  - Конвертирования различных форматов видео (.avi, .mpeg, .mov, .wmv, .asf, .flv) в Xvid AVI или для Sony PSP Playstation Portable.
  - Скачивания видео с YouTube и Metacafe.
  - Извлечения аудиодорожек из видео-файлов.
  - Распаковки запароленных архивов WinRAR.
  - Показа истории подключенных образов.

Полный список возможностей можно прочитатьздесь  (англ.)

## Ограничения
- Не может эмулировать защиту от копирования.
- Невозможно примонтировать мульти-секторные образы. Отображается только первая дорожка.
- Конвертирование мульти-трековых образов в ISO может привести к потере данных. Конвертируется только первая дорожка.
- Конвертирование образов в ISO возможна только на архитектуре x86 и x86-64 из-за ограничений PowerISO.